# Ringer
Ringer är en amerikansk TV-serie som hade premiär på TV-bolaget The CW den 13 september 2011 i USA och som gick under en säsong. I Sverige gick serien under 2012 i TV11. Båda huvudrollerna innehas av Sarah Michelle Gellar som spelar enäggstvillingsystrarna Bridget Kelly och Siobhan Martin.

## Handling
Bridget Kelly är en före detta alkoholist som just när hon varit nykter i 6 månader blir det enda ögonvittnet till ett mord begått av en sedan länge efterlyst seriemördare. Hennes vittnesmål krävs för att han ska kunna fällas, men av rädsla flyr Bridget till sin tvillingsyster, Siobhan, i New York City, som har varit gift i fem år med en rik bankdirektör och lever ett till synes perfekt liv. Bridget och Siobhan har inte haft kontakt på flera år, men verkar äntligen vara på väg att lappa ihop sitt trasiga förhållande. Men när systrarna tar en båttur tillsammans råkar Bridget somna, och när hon vaknar är Siobhan spårlöst försvunnen. På golvet i båten ligger en tom pillerburk och Siobhans vigselring, och Bridget förstår att Siobhan måste ha begått självmord. Bridget fattar beslutet att överta Siobhans identitet för att skydda sig själv från de som vill döda henne. Siobhan har uttryckligen berättat att ingen i hennes nya familj vet om att hon har en tvillingsyster, så Bridget hoppas kunna lura omgivningen att hon är Siobhan, och allt är som vanligt. Men när hon blir överfallen av en anonym man (som bär ett foto märkt med Siobhans namn) i lokalen vars renovering Siobhan ansvarar för, inser Bridget att systerns liv inte heller är så okomplicerat.

## Skådespelare och rollfigurer
Sarah Michelle Gellar ("Buffy och vampyrerna", "Jag vet vad du gjorde förra sommaren"), som Bridget Kelly och Siobhan Martin. Bridget, en ung kvinna eftersökt av maffian, ger sig på flykt och övertar identiteten som sin nyligen avlidna, rika tvillingsyster Siobhan.
Kristoffer Polaha ("Life Unexpected") som Henry Butler, maken till Siobhans bästa väninna, Gemma. Han jobbar som författare men är missnöjd med sitt liv. Han har även en hemlig affär med Siobhan.
Ioan Gruffudd ("Titanic") som Andrew Martin, Siobhans arbetande miljonär till make. Hans äktenskap med Siobhan knakar i fogarna när hans tid går åt till jobbet och att skydda sin rebelliska tonårsdotter, Juliet, från ett tidigare äktenskap.
Nestor Carbonell ("Kära Susan", "Lost") som Victor Machado vars jobb är att skydda Bridget. Efter att hon försvunnit reser han till New York för att försöka förhöra hennes tvillingsyster, men blir misstänksam på hennes undvikande svar.
Mike Colter ("Million Dollar Baby") som Malcolm Ward, en återställd f.d. missbrukare som fungerar som Bridgets sponsor och supporter i hennes egen avvänjning av droger och alkohol. Han är också en nära vän och den enda personen som känner till Bridgets nya dubbelliv.
Andra medverkande är bland andra; Andrews dotter (och Siobhans styvdotter) Juliet (Zoey Deutch, "The Suite Life on Deck"), Siobhans bästa väninna & Henrys fru Gemma (Tara Summers, "Boston Legal") och maffiabossen Bodaway Macawi (Zahn McClarnon) som är ute efter att tysta ner Bridget.